# Allisha Gray
Allisha Gray (Greenwood, 12 gennaio 1995) è una cestista statunitense.

## Carriera
È stata selezionata dalle Dallas Wings al primo giro del Draft WNBA 2017 con la 4ª chiamata assoluta.

## Palmarès
- Campionessa NCAA (2017)
- WNBA Rookie of the Year (2017)
- WNBA All-Rookie First Team (2017)